# Labrador (Pangasinan)
Labrador è una municipalità di quarta classe delle Filippine, situata nella Provincia di Pangasinan, nella regione di Ilocos.
Labrador è formata da 10 baranggay:
- Bolo
- Bongalon
- Dulig
- Laois
- Magsaysay
- Poblacion
- San Gonzalo
- San Jose
- Tobuan
- Uyong